# Edgard Varèse
Edgard Victor Achille Varèse (Parigi, 22 dicembre 1883 – New York, 6 novembre 1965) è stato un compositore francese naturalizzato statunitense.

## Biografia
Nato a Parigi il 22 dicembre 1883 da padre italiano e madre francese, Varèse vive a Torino tra i dieci e i venti anni, dove inizia gli studi musicali con Giovanni Bolzoni, direttore del locale Conservatorio. Nel 1904 rompe i rapporti con suo padre e si trasferisce a Parigi, dove studia prima presso la Schola Cantorum con Vincent d'Indy, Albert Roussel e Charles Bordes, poi, nel 1906, con Charles-Marie Widor al Conservatorio Superiore diretto da Gabriel Fauré, senza terminare gli studi. Molto presto compone le sue prime opere; parte per Berlino, si fa apprezzare da Ferruccio Busoni, da Richard Strauss e da Claude Debussy, è tra i primi spettatori di Pierrot Lunaire di Arnold Schönberg e della Sagra della primavera di Igor' Fëdorovič Stravinskij, fino al momento in cui, nel 1915, lascia l'Europa per gli USA.
Pur consacrandosi principalmente alla direzione d'orchestra e alla divulgazione della musica contemporanea, Varèse si dedica parallelamente, con Amériques, che terminerà nel 1922, ad una serie di composizioni che l'imporranno rapidamente all'attenzione del mondo culturale e musicale come uno dei rappresentanti della nuova musica tra i più avanzati nella scoperta di territori inesplorati. Intensa è l'attività americana di Varèse durante questi anni; ma tra il 1928 e il 1933 è di nuovo in Francia dove riprende contatto con dei vecchi amici come Pablo Picasso e Jean Cocteau e fa la conoscenza di Alejo Carpentier, Heitor Villa-Lobos e André Jolivet, che diventa suo allievo di acustica e orchestrazione. Collaborerà assieme a Luigi Russolo al perfezionamento del suo Rumorarmonio, poi brevettato dallo stesso Russolo.
Nel 1934 comincia per Varèse un lungo periodo di crisi segnata da un girovagare agitato nel centro e nell'ovest degli Stati Uniti - dove tenta la fortuna, senza successo, come compositore di musica per film - fondando nuove istituzioni musicali e installandosi a Santa Fe, poi a San Francisco e a Los Angeles, per tornare a New York nel 1941. La sua attività compositiva continua ad essere limitata: si dedica a studi e ricerche di natura differente, che non riusciranno a concretizzarsi in opere musicali. Tra il 1934, data della composizione di Ecuatorial, e il 1950 non compone quasi più nulla.
I quindici ultimi anni della sua vita sono invece caratterizzati da una ripresa della sua creatività, con dei capolavori come Déserts, uno dei primi esempi di musica elettro-acustica, e Nocturnal, ultima sua opera, incompiuta alla morte e completata dal suo allievo ed esecutore testamentario, Chou Wen-Chung. A partire dagli anni cinquanta, inizia il progressivo riconoscimento, sul piano internazionale, della sua rilevanza come compositore e teorico. Nel 1958, su incarico di Le Corbusier, cura la parte musicale (o meglio la sequenza di eventi sonori) di Poème électronique, un progetto multimediale elaborato dall'architetto svizzero e dal compositore-architetto greco Iannis Xenakis per l'Esposizione Universale di Bruxelles del 1958.
Numerosi sono i musicisti influenzati, seppur trasversalmente, dalla sua musica, sia negli Stati Uniti d'America, come Frank Zappa, che in Europa, come Giacomo Manzoni. Nel 1950 tenne dei seminari al "Ferienkurse" di Darmstadt ed ebbe tra i suoi allievi Luigi Nono, Bruno Maderna e Dieter Schnebel.
Muore il 6 novembre 1965, a New York, all'età di 81 anni.

## Alcune opere significative
1906
- Un grand sommeil noir (su testo di Paul Verlaine)

1921
- Amériques per grande orchestra
- Offrandes per soprano e orchestra da camera

1923
- Hyperprism per fiati e percussioni
- Octandre per sette strumenti a fiato e contrabbasso

1925
- Integrales per percussioni e piccola orchestra

1927
- Arcana per grande orchestra (diretta da Leopold Stokowski all'Academy of Music di Filadelfia)

1931
- Ionisation per tredici percussionisti

1934
- Ecuatorial per coro, trombe, tromboni, pianoforte, organo, due Ondes Martenot e percussioni

1936
- Density 21.5 per flauto solo

1954
- Déserts per fiati, pianoforte, percussioni e nastro magnetico

1958
- Poème électronique per nastro magnetico (durata=8'26")

## Altri lavori: persi, incompleti o postumi
1894
- Martin Pas su un testo di Jules Verne

1905
- Trois pièces
- Souvenir
- Chanson des jeunes hommes
- Prélude à la fin d'un jour tutti per orchestra

1906
- Rhapsodie Romane

1908
- Oedipus und die Sphinx

1909
- Gargantua per orchestra

1910
- Bourgogne distrutta dallo stesso compositore nel 1962

1911
- Mehr Licht confluirà poi nell'opera Les Cycles du Nord

1927
- L' Astronome

1929-1946
- Espace

1946
- Tuning up inedita fino al 1998

1947
- Etude pour Espace eseguito per la prima volta il 23 febbraio a New York

1949
- Dance for Burgess inedita fino al 1998

1955
- La Procession de Vergés per nastro magnetico

1959-1963
- Nocturnal inedita fino al 1972

1963
- Nuit o Nocturnal II da Dans la Nuit di Henri Michaux

## Scritti
- Edgard Varèse, Il suono organizzato, Milano, Ricordi-Unicopli, 1985.